# Спичек, Виктор Александрович
Виќтор Алекса́ндрович Спи́чек (28 августа 1946 — 21 января 2006) — советский и российский художник-мультипликатор, работавший на студии «Куйбышевтелефильм».
Родился 28 августа 1946 на Дальнем Востоке, детство провел на Украине. Начал работать художником в Куйбышевском комитете по телевидению и радиовещанию (в настоящее время — Самарское ТВ). Закончил в 1974 году Куйбышевскую вечернюю художественную школу, в 1975 году — Московский народный университет искусств (факультет живописи и графики, заочно). С 1977 года на должности художника-постановщика и аниматора мультфильмов.

## Фильмография
- «Лень» (1981)
- «В тусклом царстве, в сером государстве» (1981)
- «Сверчок» (1982)
- «Добрый лес» (1983)
- «Чудеса в Гусляре» (1989)
- «Копилка» (1989)
- «Яблоня» (1989)
- «Спутник икры» (1990)
- «Свободный тиран» (1990)
- «Кладезь мудрости» (1991)